# Luddismus

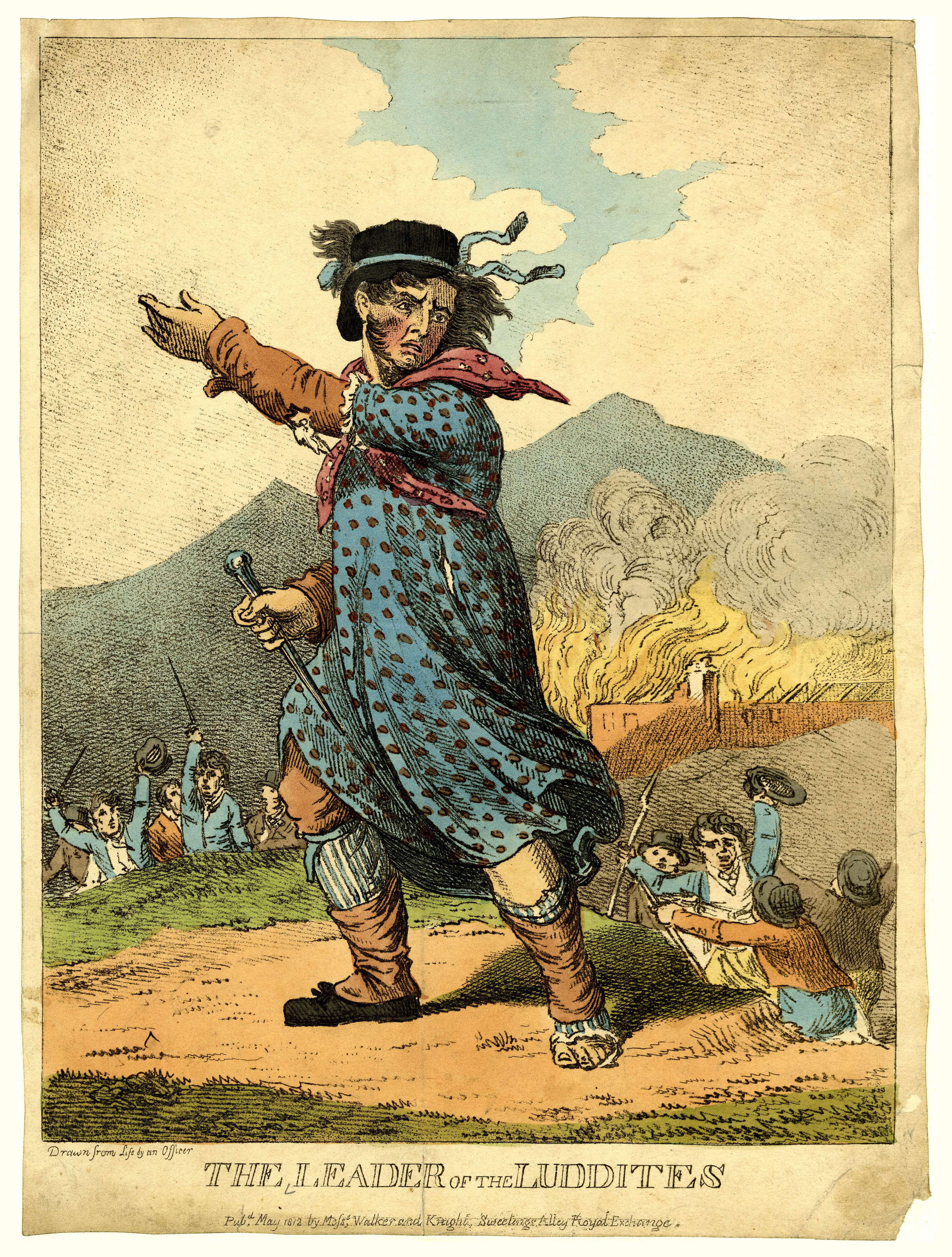
„The leader of the luddites“
Stich aus dem Jahr 1812

Der Luddismus (oft deckungsgleich mit „Maschinensturm“ verwendet) war eine primitivistische Bewegung englischer Arbeiter Anfang des 19. Jahrhunderts gegen Statusverlust und drohende soziale Verelendung durch die einsetzende Industrialisierung.
Die als Ludditen bezeichneten Vertreter des Luddismus waren Textilarbeiter, die gegen die Verschlechterung ihrer Lebensbedingungen im Zuge der Industriellen Revolution kämpften und dabei auch gezielt Maschinen zerstörten. Die nach ihrem legendenumwobenen, fiktiven Anführer Ned Ludd benannte Bewegung wurde 1814 militärisch niedergeschlagen. Zahlreiche Beteiligte wurden hingerichtet oder nach Australien deportiert.

## Etymologie
Aufrufe der Ludditen waren ungeachtet der eigentlichen Urheberschaft häufig mit Ned Ludd, der auch King Ludd, General Ludd oder Captain Ludd genannt wurde, unterzeichnet. Ned Ludd fungierte als fiktiver Anführer der Ludditen und kollektives Pseudonym der unterschiedlichen Gruppen. Er war der Wiedergutmacher oder Große Vollstrecker, der die traditionellen Rechte der Handwerker und Gesellen verteidigte. Vorbild soll ein Wirkerlehrling namens Ned Ludlam gewesen sein, der aus Zorn über eine Rüge die Wirkstühle seines Meisters mit einem Hammer zerschlug.

## Geschichte
Die Bewegung entstand 1811 in Nottingham. Bis 1812 verbreitete sie sich über ganz England. Dabei zerstörten die Ludditen zahlreiche Woll- und Baumwollspinnereien. Die größte Stärke entwickelten sie im November 1811 in Nottinghamshire, Anfang 1812 in West Riding of Yorkshire und ab März 1812 in Lancashire. Regelrechte Schlachten lieferten sich die Ludditen mit dem Militär in Burtons’ Mill in Middleton und in Westhoughton Mill, beide in Lancashire. Andere Angriffsziele waren Richter und Lebensmittelhändler, da den Richtern ein zu hartes Vorgehen gegen Ludditen vorgeworfen wurde, während die Lebensmittelhändler bezichtigt wurden, den geringen Lohn der Arbeiter erpresserisch für ihre Waren zu fordern.
Im Sommer 1812 wurden gegen die Ludditen rund 12.000 Soldaten eingesetzt, der größte Aufmarsch britischen Militärs im Inland bis zu diesem Zeitpunkt.
In der Folge wurde „Maschinenstürmerei“ (Sabotage) zum Kapitalverbrechen erklärt und die Bewegung militärisch niedergeschlagen. Zahlreiche Ludditen wurden nach Massenprozessen hingerichtet oder nach Australien deportiert.
Der Luddismus ist einer der großen Kampfzyklen der englischen Arbeiterklasse Anfang des 19. Jahrhunderts. Er ist eingebettet in eine allgemein zunehmende Unruhe, die z. B. 1817 zum Aufstand von Pentrich führte.

## Kritik
In der Rezeption fortschrittsgläubiger politischer Richtungen, wie Liberalismus und später Sozialdemokratie und Leninismus, wurden die Ludditen als reaktionär und technikfeindlich wahrgenommen.

### Edward P. Thompson
Edward P. Thompsons Buch The Making of the English Working Class trug auch in einer breiteren Öffentlichkeit zu einem neuen Verständnis des Luddismus bei. Laut Thompson waren die Ludditen in der Hauptsache nicht Gegner der neuen Technik, sondern Gegner der neuen Wirtschaftsbeziehungen (so Abschaffung der Festpreise), die im Zuge ihrer Einführung durchgesetzt werden sollten.
Die Maschinen seien dabei nicht wahllos als vermeintliche Verursacher dieses Wandels angegriffen worden. Die Zerstörung der Maschinen war demgemäß eine organisierte und gezielte Aktionsform, die sich gegen bestimmte Eigentümer richtete, die zur Einhaltung der alten Regelungen bewegt werden sollten, während Maschinen anderer Eigentümer häufig verschont blieben. Die hohe Effizienz, Zielgerichtetheit und Organisiertheit der luddistischen Aktionen mit bis zu 100 Teilnehmern gilt Thompson auch als Anzeichen der großen Akzeptanz der Ludditen in ihren Gemeinden.
Insgesamt erscheinen nach Thompson die lange Zeit auch in der Linken üblichen Vorstellungen – Ludditen sind randalierende Verbrecherbanden oder beschränkte Menschen, die in den Maschinen selbst die Ursache ihres Elends sehen – als Fortsetzung der damaligen Propaganda von Regierung und Eigentümern. In Wirklichkeit waren die Ludditen nichts weiter als Arbeiter, die sich zur Verteidigung ihrer Interessen zusammenfanden und nach erfolgversprechenden Wegen suchten.

### Lord Byron
Einer der wenigen prominenten Fürsprecher der Ludditen und Gegner der Repressionsmaßnahmen war Lord Byron. So verteidigte er in seiner Jungfernrede am 27. Februar 1812 die Aktionen der Ludditen in Nottinghamshire im House of Lords des britischen Parlaments. Er wandte sich auch 1812 mit einer mäßigenden Rede gegen das Frame Breaking Bill. 1816 feierte er die Ludditen in seinem Gedicht Song of the Luddites:
As the Liberty lads o’er the sea
Bought their freedom, and cheaply, with blood,
So we, boys, we
Will die fighting, or live free,
And down with all kings but King Ludd!
When the web that we weave is complete,
And the shuttle exchanged for the sword,
We will fling the winding-sheet
O'er the despot at our feet,
And dye it deep in the gore he has pour'd.
Though black as his heart its hue,
Since his veins are corrupted to mud,
Yet this is the dew
Which the tree shall renew
Of Liberty, planted by Ludd!
Wie die Jungs der Freiheit in Übersee
Erkauften ihre Freiheit, preiswert noch, mit Blut,
So wir, Jungs, wir
Werden kämpfend sterben, oder leben frei,
Und nieder mit allen Königen außer König Ludd!
Wenn das Gewebe, welches wir weben, vollendet
Und das (Weber-) Schiffchen getauscht mit dem Schwert,
Werden wir das Leichentuch werfen
Über den Despoten zu unseren Füßen,
Und es tief mit dem Blut färben, das er vergoss.
Obwohl seine Farbe schwarz wie sein Herz
Denn seine Venen sind zu Matsch zerfallen,
Ist dies dennoch der Tau
Welcher den Baum erneuern wird
Der Freiheit, gepflanzt durch Ludd!

### Karl Marx
Karl Marx schätzte in Das Kapital. Band I ein, dass die Arbeiter die Maschinen anfangs noch nicht von ihrer „kapitalistischen Anwendung“ unterschieden, mit mehr Bewusstsein dafür jedoch lernen würden, „Angriffe vom materiellen Produktionsmittel selbst auf dessen gesellschaftliche Exploitationsform [zu] übertragen“.

## Neo-Luddismus
Auch im 20. und 21. Jahrhundert gibt es technikkritische und wachstumskritische Strukturen, die vermeintliche technologische Fortschritte nicht als „fortschrittlich“ betrachten. Zu nennen ist hierbei vor allem die politische und philosophische Strömung des Primitivismus. Im englischsprachigen Raum werden Primitivisten häufig (teils abwertend) als „Neo-Ludditen“ bezeichnet; oder auch heute noch (meist abwertend) schlicht als „Ludditen“.
„Ludditisch“ oder „neo-ludditisch“ werden vor allem diejenigen Technikkritiker abwertend genannt, die zur Durchsetzung ihrer Ziele Gewalt anwenden. Hierzu zählen solche, die Anschläge auf Forscher verüben, die sich mit Kern- oder Nanotechnologie beschäftigen, oder auf Personen, die im ganz Allgemeinen eng mit moderner Technologie in Verbindung zu stehen scheinen. Solche Anschläge verübte beispielsweise der als „Unabomber“ bezeichnete US-amerikanische Terrorist Theodore Kaczynski, der Briefbomben an Mitbürger versandte, die seiner Meinung nach ein von ihm „das industriell-technologische System“ genanntes autopoietisches System repräsentieren, das sich durch den technischen Fortschritt immer weiter ausbreitet und das Individuum damit vereinnahmt, vom Leben entfremdet, ihm Freiheit und Würde raubt und dadurch viel Leid erzeugt, allen voran psychische Probleme.
Auch das französische Committee for Liquidation or Subversion of Computers (CLODO) ist dem Neo-Luddismus zuzurechnen.

## Rezeption in Literatur und Populärkultur
- Die Metalcore-Band Heaven Shall Burn besingt in ihrem Lied The Final March den Kampf der Ludditen.
- Ernst Toller schuf 1922 das Drama Die Maschinenstürmer[8].
- Edmund Cooper schrieb das Buch The Cloud Walker (deutsch: Der Wolkengänger. Goldmann, 1978, ISBN 3-442-23276-7), das in einer Welt spielt, in der der Luddismus England beherrscht.
- In dem Lied White Coats von New Model Army, das sich kritisch mit technischem Fortschritt auseinandersetzt, wird ein „toast to the Luddite martyrs then / who died in vain“ ausgebracht.
- In Terry Pratchetts Roman Der Zeitdieb wird eine Diebesgilde aus Findelkindern als „Ludd’s Jungen“ bezeichnet.
- In der Fantasy-Saga Der Dunkle Turm (The Dark Tower) des amerikanischen Schriftstellers Stephen King taucht die verwüstete Stadt Lud auf und deren Name wird von einem später in der Romanreihe auftretenden (teilweise fiktiven) Stephen King mit Luddismus assoziiert.
- In Sam & Max: Season One bezeichnet Sybil die beiden Hauptdarsteller als Ludditen, weil diese keinen Computer besitzen.
- In Die Differenzmaschine von William Gibson und Bruce Sterling ist die Protagonistin Sybil Gerard die Tochter eines exekutierten Ludditen-Agitators.
- Der amerikanische Autor Thomas Pynchon veröffentlichte am 28. Oktober 1984 einen Essay mit dem Titel Is it O.K. to be a Luddite?
- In Scott Westerfelds Leviathan-Trilogie werden Leute, die Angst vor den neuen genetischen Schöpfungen haben, als Affen-Ludditen bezeichnet.
- In der TV-Serie The Blacklist wird in Season 1 Folge 8 gegen eine Gruppe Ludditen gearbeitet. Die Gruppe nennt sich General Ludd.
- Im Computerspiel The Moment of Silence kämpfen „Ludditen“ gegen den Überwachungsstaat.
- Im Roman QualityLand von Marc-Uwe Kling beruft sich die Vorderste Widerstandsfront gegen die Herrschaft der Maschinen (VWfgdHdM) auf die Ludditen.
- In der ab 2015 ausgestrahlten Computeranimations-Fernsehserie „Thunderbirds Are Go“ werden in Folge 6 die Bösewichte, welche eine Welt ohne Technik wollen, als „Luddits“ bezeichnet.
- Die Neo-Ludditen spielen eine wichtige Rolle in der zweiten Staffel der Serie Beforeigners.
- Im 3. Kapitel von Jonas Lüschers Roman Verzauberte Vorbestimmung (2025) wird von einem Weberaufstand erzählt, der sich auf King Ludd beruft.